# Slavi di Pannonia

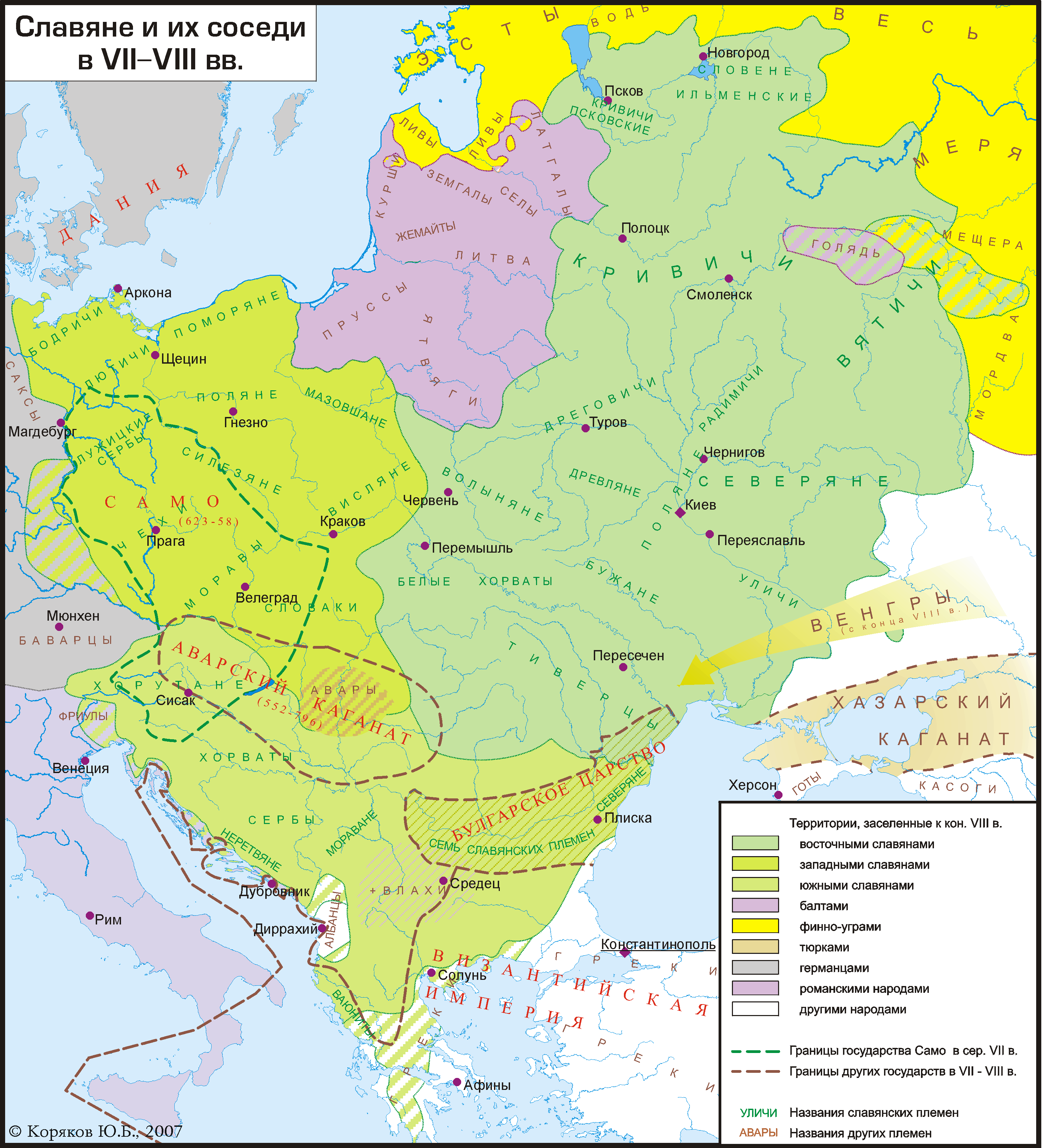
Migrazioni e insediamenti slavi durante l'Alto Medioevo, comprendenti la regione della Pannonia.

Gli antichi Slavi si stabilirono nelle parti orientali e meridionali dell'antica provincia romana di Pannonia, specificamente nella cosiddetta Pannonia inferiore o Bassa Pannonia (in latino Pannonia inferior, in ungherese Alsó-pannoniai grófság, in serbocroato Donja Panonija /Доња Панонија, in sloveno Spodnja Panonija) che indica la aree ad est e a sud del fiume Raab.
Dalla metà del V alla fine dell'VIII secolo la regione si trovò sotto il dominio degli Avari, che governavano anche gli abitanti di stirpe slava. All'inizio del IX secolo, questo stato fu distrutto e sostituito dalla somma autorità dell'Impero carolingio, che si mantenne fino alla conquista da parte degli Ungari (circa 900).
Durante il periodo carolingio, la regione della BassaPannonia fu governata da capi slavi del posto, sotto la sovranità di re franchi. All'interno del sistema amministrativo franco fu creata la marca di Pannonia, nella quale in Alta Pannonia il dominio era esercitato dai Franchi in modo diretto per mezzo di conti, mentre la Bassa Pannonia era governata da principi slavi locali sotto il supremo dominio franco. Durante il IX secolo, il dominio franco nella Bassa Pannonia fu minacciato anche dal Primo Impero Bulgaro e dalla Grande Moravia.
Entro la fine del X secolo, la conquista ungara del bacino carpatico divise in due le comunità slave della regione, portando alla formazione degli Slavi occidentali e meridionali.

## Contesto storico
La sovranità romana sulle regioni pannoniche collassò durante il V secolo, e fu sostituita dalle successive dominazioni di Unni, Goti e Longobardi. Durante i regni dell'imperatore bizantino Giustino II (565-578), e a seguito della guerra tra Longobardi e Gepidi del 567, la Pannonia fu invasa dagli Avari, che successivamente conquistarono quasi tutto il bassopiano Pannonico (568). Sebbene sia possibile che qualche piccolo gruppo protoslavo sia arrivato alla "età del V secolo al tempo della dominazione unna", durante i secoli VI e VII la Pannonia era sicuramente abitata da Slavi sotto il dominio avaro.

## Il principato
Gli Annales Regni Francorum menzionano un Wonomyrus Sclavus (Vojnomir lo Slavo) attivo nel 795, durante la guerra dei Franchi contro gli Avari. Enrico del Friuli mandò Vojnomir col suo esercito in Pannonia, tra i fiumi Danubio e Tibisco, dove essi insidiarono i domini degli Avari. L'anno successivo gli Avari furono sconfitti e il potere franco fu esteso ancora più a est, sul medio corso del Danubio. Alla metà del IX secolo, vi era già una minoranza slava nella Bassa Pannonia (tra i quali i Dulebi e forse alcuni Croati, e nell'873 si trovavano nella Bassa pannonia anche degli Avari cristiani.
Dopo la distruzione dello stato avaro, gli Slavi di Pannonia finirono sotto il dominio dei Franchi. Inizialmente, i principi slavi locali erano sotto la sovranità franca, all'interno della marca di Pannonia, e alcuni di loro sono noti da fonti franche primarie. Il principe Ljudevit è menzionato negli Annales Regni Francorum come Duca della Bassa Pannonia (Liudewiti, ducis Pannoniae inferioris), avendo guidato una rivolta contro i Franchi (811-822) le cui motivazioni non sono note, ma si presume che dipendessero dal desiderio di maggiore autonomia. A lui si unirono gli Slavi di Carantania, Carniola, quelli della zona di Salisburgo e fu appoggiato dal patriarca di Grado Fortunato II, il che costituì una reale minaccia poiché le loro forze si sovrapponevano in parte a quelle del precedente Khanato degli Avari. La sua roccaforte era Sisak (in latino Siscia), in precedenza capoluogo della provincia romana di Pannonia Savia. Tuttavia, i confini esatti del suo dominio sono incerti, poiché la denominazione di "Pannonia inferiore" potrebbe essere stata riferita sua alle terre tra i fiumi Drava e Sava, sia a quelle a nord e ad est di essi nell'antica provincia romana di Pannonia Secunda (attuale Sirmia). È possibile che il suo dominio si estendesse ulteriormente a est poiché nelle fonti storiche si dice che gli si era unita la tribù dei Timočani che viveva attorno alla valle del Timok (in ciò che oggi è la Serbia orientale). L'estensione del principato doveva essere proporzionata alle risorse richieste per ribellarsi alle forze militari di Borna di Dalmazia e dei Franchi.
Dopo la fallita ribellione di Ljudevit e la sua morte, nell'827i Bulgari del Gran Khan Omurtag invasero e conquistarono la Bassa Pannonia e parte dei territori franchi al nord. Imposero anche i propri governatori. La guerra tra Bulgari e Franchi scoppiò probabilmente per il controllo delle tribù dei Timočani e degli Abodriti. Il re di Germania Ludovico II contrattaccò nell'828 e in tale occasione la marca del Friuli fu divisa tra quattro conti. Uno di loro era probabilmente il duca di Croazia (che si espanse ulteriormente col territorio di Sisak) mentre fu ristabilita la marca di Pannonia; entrambi divennero vassalli del regno dei Franchi Orientali. L'anno successivo i Bulgari attaccarono ancora ma senza successo, sebbene il territorio della Pannonia molto probabilmente perdesse la sua parte più orientale a vantaggio del Primo Impero Bulgaro.
Dopo di ciò, nell'838, il principe slavo locale Slavic Ratimiro emerse come nuovo dominatore delle regioni pannoniche inferiori, tra la Drava e la Sava. Probabilmente governava le aree orientali della Pannonia per conto dei Bulgari. Si rifugiò da lui Pribina, l'ex principe di Nitra espulso da Mojmír I dii Moravia. Nello stesso anno il conte franco della Marca Orientale Ratbod depose Ratimiro e rafforzò il dominio franco sulla Bassa Pannonia. Ratimiro fuggì dalla sua terra, e i Franchi insediarono il principe slavo Pribina come nuovo governante della Bassa Pannonia. A Pribina (morto nell'861) succedette il figlio Kocel. Durante le signorie di Pribina e Kocel, la capitale del principato fu Mosapurc (Mosapurc regia civitate), nota anche come Blatnograd in slavo ecclesiastico (attuale Zalavár presso il lago Balaton). Quest'entità era uno stato vassallo dell'Impero carolingio, o, secondo altri, una contea (in latino comitatus) di frontiera del Regno dei Franchi Orientali. Fu inizialmente governata da un dux (Pribina) quindi da un comes (Kocel) che aveva il titolo di "Conte degli Slavi" (Comes de Sclauis). La loro autorità si estendeva a nordovest fino al fiume Rába e a Ptuj, e a sudest fino alla Baranya e al Danubio. Ai tempi di Kocel era attivo nella Bassa Pannonia il missionario bizantino Metodio, e risale allo stesso periodo la lettera di papa Giovanni VIIIa un certo duca Mutimir, considerato solitamente essere Mutimir di Serbia, sulla formazione di una diocesi di Pannonia con sede episcopale a Sirmio e il cui arcivescovo, per richiesta di Kocel, sarebbe stato Metodio.
Il corso degli eventi alla fine del IX secolo non è chiaro. Benché ancora sotto l'influenza franca, una nuova minaccia venne da Svatopluk I di Moravia. Braslav fu l'ultimo dux della Pannonia inferiore almeno tra l'884 e l'896. Governava il suo territorio, inizialmente compreso tra la Drava e la Sava, sotto l'alta signoria di Arnolfo di Carinzia. Partecipò alla guerra tra Franchi e Moravi, e nell'895-896 Arnolfo gli affidò l'intera Pannonia per rendere sicura la frontiera franca contro una nuova minaccia – gli Ungari che avevano conquistato la Grande Moravia. Ciononostante, gli Ungari dilagarono in tutto il bacino Pannonico e continuarono l'invasione verso il Regno d'Italia.

## Sviluppi successivi
In seguito alla nascita del Principato d'Ungheria alla metà degli anni 890, e specialmente dopo la battaglia di Presburgo del 907, non si registrò più alcun governatore slavo nelle regioni della Bassa Pannonia. La conquista ungara separò gli Slavi occidentali da quelli meridionali, cosa che influenzò la formazione di nuove identità slave. Parte degli slavi di Moravia fuggirono anche nel Ducato di Croazia. Pare che il nuovo confine tra Croazia e Ungheria passasse a nord della città di Sisak, sulla base della recente scoperta archeologica di uno "knez di Bojna" presso Glina e del fatto che la diocesi con sede a Sisak fu offerta, al concilio di Spalato del 928, al vescovo Gregorio di Nona, cosa che sarebbe stata possibile solo se la città si fosse trovata entro i confini del Regno di Croazia. Attorno al 925, Tomislao I di Croazia ingrandì il suo dominio con alcuni territori della Bassa Pannonia, tra la Sava e la Drava, annettendoli al regno croato. Sino alla fine dell'XI secolo il suo confine occidentale fu contestato anche dal Sacro Romano Impero, e, allo stesso tempo, le regioni pannoniche sudoccidentali (la Sirmia) fu contesa tra Ungari e Bulgari per tutto il X secolo. Sono rimasti nell'incertezza generale sono oggetto di disputa i confini tra gli stati croato e ungarico nei secoli X e XI, con lo storico croato Ferdo Šišić e i suoi seguaci che sostengono che Tomislao I di Croazia governasse quasi tutta l'area abitata dai Croati, comprese le regioni pannoniche meridionali (la Slavonia), mentre gli storici ungheresi Gyula Kristó, Bálint Hóman e János Karácsonyi pensano che la zona tra la Drava e la Sava all'epoca non appartenesse né alla Croazia né all'Ungheria, un'opinione che Nada Klaić disse di non precludere, poiché il termine generico "Slavonia" (letteralmente terra degli slavi) potrebbe aver implicato proprio questo. Tuttavia, aveva probabilmente maggiori collegamenti ed era sotto l'influenza della Croazia. Con la continua crescita di popolazione, la costituzione della chiesa e l'organizzazione amministrativa, compresa la fondazione della diocesi di Zagabria (1094), persino dopo l'unione personale di Croazia e Ungheria conservò una parziale autonomia, avendo un governatore che portava il titolo di bano di Slavonia.

## Archeologia
Le pratiche e i rituali d'inumazione degli abitanti erano differenziate e mescolate in base alle diverse influenze culturali ed etniche. Anche dopo la sconfitta degli Avari ad opera dei Franchi ed il processo di cristianizzazione, alcune pratiche e riti pagani non cambiarono, tra le quali i cimeteri organizzati in file, i festeggiamenti al funerale o i riti di sepoltura nella steppa con cavallo e corredo. Attorno alle antiche città si fondarono molti nuovi insediamenti, uno dei quale, Sisak, divenne persino sede di una diocesi cattolica. La popolazione slava nativa, e per lo più sedentaria, assimilò gli Avari e fece parte della cultura avaro-slava di Podunavlje. Sedov considerò che quegli slavi fossero una commistione di Sclaveni della cultura di Praga-Korčak e, in parte maggiore, di Anti delle culture di Penkovka e di Ipoteşti-Cândeşti con alcuni artefatti della cultura di Martinovka. Essi assimilarono anche i nuovi venuti Ungari, che nelle sepolture delle loro élite si distinguevano per la presenza di artefatti orientali. Nel X secolo, grazie all'interazione con gli Ungari, nell'area della Podunavlje si formò la cosiddetta cultura di Bijelo Brdo. Secondo i rilevamenti craniometrici e le scoperte archeologiche, all'inizio gli antichi Croati probabilmente non si stabilirono nella Bassa Pannonia, e le loro relazioni con gli Slavi di Pannonia erano più politiche che etniche. Altri sostengono che "molto difficilmente le necropoli di Bijelo Brdo e di Vukovar possano essere viste come prove di una popolazione slava pre-croata nella Croazia settentrionale" e che piuttosto "rappresentino una popolazione in fuga dai Magiari" durante il X secolo". Gli Slavi che migrarono verso il territorio delle attuali Austria Inferiore e Superiore, i primi durante al tempo dei Longobardi come portatori della cultura di Praga-Korčak e la maggioranza, appartenente alla cultura avaro-slava, a partire dai secoli VII e VIII, furono assimilati dai Bavari sino alla fine del XII secolo.

## Nella storiografia croata
Le fonti contemporanee in latino indicavano la regione come Pannonia inferior, e i suoi abitanti con i termini generali di Slavi e Pannonici. Ciononostante, dopo un intero secolo di dominio straniero sotto i Franchi non era ancora emersa una singola gens con una specifica identità nazionale. Nella storiografia croata dei secoli XIX e XX, l'obiettivo era puntato di solito sull'entità politica esistita tra i fiumi Drava e Sava, indicata con l'espressione Croazia Pannonica (in croato Panonska Hrvatska), per descriverla in un modo che enfatizzasse la sua natura croata, basandosi per lo più sul capitolo XXX del De Administrando Imperio (DAI). Benché il DAI dichiari che una parte dei Croati della Dalmazia era emigrata in Pannonia nel VII secolo e l'aveva dominata, alcune analisi moderne delle fonti indicano che ciò sarebbe stato improbabile. Tuttavia, secondo lo storico croato Hrvoje Gračanin, le tradizioni e la lingua degli Slavi della Pannonia meridionale non differivano da quelle della Dalmazia, pertanto durante i periodi per i quali le fonti franche non registrano un governante specifico della Bassa Pannonia, è possibile che i duchi croati di Dalmazia, anch'essi all'epoca vassalli dei Franchi, estendessero il loro controllo alla regione. L'etnonimo "Croato" non fu usato nelle fonti coeve sino alla fine del IX secolo, col risultato che sarebbe anacronistico applicarlo ad epoche precedenti, ma molti toponimi che ne derivano sono molto antichi e risalgono almeno al periodo tra l'XI e il XII secolo. Sebbene il termine "Croato" non fosse usato in fonti sulla Pannonia, i governanti della dinastia Trpimirović dopo Trepimero I si definirono "signori dei Croati e degli Slavi". Poiché non è mai esistita una "Croazia Pannonica", né politicamente né etnicamente, trattandosi di un'espressione storiografica e non storica, è stata abbandonata dalla moderna storiografia croata, che usa al suo posto l'espressione "Donja Panonija" (Pannonia inferiore).

### Annotazioni
1. ↑  Esistono interpretazioni differenti sull'identità del dux Mutimir, poiché nello stesso periodo vissero due o tre personalità con nomi uguali o simili: Mutimir di Serbia (c. 850–891), Muncimir di Croazia (c. 892–910) e un possibile Mutimir sconosciuto che governò la regione della Sirmia come vassallo del Primo Impero Bulgaro. Vedi Budak, p. 184.

### Riferimenti bibliografici
1. 1 2  Bowlus.
2. 1 2  Goldberg.
3. ↑  Luthar.
4. ↑  Betti.
5. ↑  Gračanin 2008, pp 13-54.
6. ↑  Barker, pp. 214-215.
7. ↑  Budak, pp. 61-63, 71-72.
8. ↑  Luthar, pp. 94-95.
9. ↑  Filipec 2015, pp. 29-30, 337.
«To je vrlo teško dokazivo, ali nije isključeno da su Hrvati, uz druge neimenovane etničke skupine koje su migrirale pod Avarima bili značajnija etnička grupa i u tom području. U Karpatskoj kotlini spominju se, recimo, Du(d)lebi ... jedini imenom posvjedočeni etnik (uz opće nazive za Avare, Slavene, Romane, Germane ili Hune, kao i pokrajinska imena Noričane ili Panonce) u Panoniji 9. st. Također je zanimljivo da se oni, prema kasnijim povijesnim izvorima, spominju u južnoj Češkoj i u Prekomurju i uz dolinu rijeke Kerke, a još poslije nalazi se toponim južno od rijeke Drave (Dulepska u Koprivničko-križevačkoj županiji). Spominju se nadalje Hrvati u Karantaniji, odnosno Koruškoj (u 10. st.), Češkoj i Poljskoj (od 10. st.), Galiciji (u 12. st.) i nekadašnjoj rimskoj provinciji Dalmaciji učestalo od 9. st., ako izuzmemo De administrando imperio (dalje u tekstu DAI) u kojem su zabilježena zbivanja iz 7. st. iako je pisan u drugoj polovini 10. st., a u Panoniji (od 10 st.).29 Sve su to poprilično kasni izvori, ali se ipak prema njima, koliko-toliko, mogu rekonstruirati kretanje, grananje i naseljavanje hrvatskog etnika uz rub Karpatske kotline. Vrlo vjerojatno su Hrvati bili prisutni i u Posavlju i u Panoniji, no izvori ih ne spominju, a sačuvani toponimi najvećim su dijelom nastali u razvijenom srednjem vijeku (polako se pojavljuju poslije sredine 12., a ponajviše poslije sredine 13. st.), kad uopće počinje pisana povijest tog dijela zemlje ... Stanovništvo Panonije bilo je heterogenog sastava; uz Slavene („panonske Slavene“, Hrvate i Duljebe), Avare, Bugare i ostatke Romana treba računati s bavarskim doseljenicima. Slaveni nesumnjivo čine većinu.»)
10. ↑  (EN) Belgrado (Serbia). Vojni muzej Jugoslovenske narodne armije, Fourteen Centuries of Struggle for Freedom, Military Museum, 1968,  p. xiv.
«Lower Pannonia In the middle of the ninth century, the Pannonian Slavs constituted the majority of the population of Lower Pannonia.»
11. ↑  (EN) Karl Heinrich Menges, An Outline of the Early History and Migrations of the Slavs, Department of Slavic Languages, Columbia University, 1953,  p. 28.
«Christian Avars are still mentioned under the anno 873 as found in Lower Pannonia.»
12. 1 2 3  Luthar, p. 105.
13. ↑  Pertz, p. 75.
14. ↑  Scholz, p. 104.
15. ↑  Budak, p. 180.
16. 1 2  Budak, pp. 180-181.
17. ↑  Budak, p. 181.
18. ↑  Pertz, p. 835.
19. ↑  Scholz, p. 111.
20. 1 2  Budak, p. 180.
21. ↑  Budak, 2018.
22. ↑  Bowlus, pp. 91, 96-97.
23. ↑  Goldberg, p. 49.
24. 1 2 3 4  Budak, p. 182.
25. ↑  Budak, pp. 182-183.
26. 1 2 3  Budak, p. 183.
27. ↑  Budak, pp. 138, 183.
28. ↑  Bowlus, pp. 99-100, 102, 104.
29. ↑  Goldberg, pp. 83-85.
30. ↑  Bowlus, pp. 204-220.
31. ↑  Szőke, pp. 411-428.
32. ↑  Škvarna, pp. 19-20.
33. ↑  Szőke, p. 411.
34. ↑  Budak, pp. 139, 184.
35. 1 2  Budak, p. 184.
36. 1 2  (HR) Mijo Brašnić, Odlomci iz zemljopisa i narodopisa Hrvatske i Slavonije u 9. stoljeću, in Rad Jugoslavenske Akademije Znanosti i Umjetnosti, n. 16, Zagreb, Yugoslav Academy of Sciences and Arts, 1871,  p. 8.
«Pannonia inferior cum duce Braslao ad officium rediit»
37. ↑  Luthar, pp. 110-111.
38. ↑  Budak, pp. 184-185.
39. 1 2  Budak, p. 185.
40. ↑  (SL) Milko Kos, Istorija Slovenaca od doseljenja do petnaestog veka, Prosveta, 1960,  p. 129.
41. ↑  Filipec 2015, p. 338.
42. ↑  Budak, p. 142.
43. ↑  (HR) Opća enciklopedija JLZ, Zagreb, Leksikografski zavod Miroslav Krleža, 1982.
44. 1 2  Filipec 2015, p. 338.
45. ↑  (HR) Ladislav Heka, Relazioni croato-ungheresi dal Medioavo al Compromesso del 1868, con una speciale relazione sul problema della Slavonia, in Scrinia Slavonica, vol. 8, n. 1, Slavonski Brod, Croatian Historical Institute - Department of History of Slavonia, Srijem and Baranja, ottobre 2008,  p. 155, ISSN 1332-4853 (WC · ACNP). URL consultato il 10 maggio 2012.
46. ↑  Filipec 2015, pp. 338-339-
47. ↑  Budak, p. 178.
48. ↑  Budak, pp. 178-179.
49. ↑  Budak, p. 179.
50. ↑  Sedov, p. 412.
51. ↑  Sedov, pp. 159-169.
52. ↑  Sedov, pp. 413-420.
53. ↑  Sedov, pp. 418-419.
54. ↑  Gračanin 2008, pp. 71-72.
55. ↑  (EN) Vladimir Sokol, Medieval Jewelry and Burial Assemblages in Croatia: A Study of Graves and Grave Goods, ca. 800 to ca. 1450, BRILL, 2015,  pp. 90, 124, ISBN 978-90-04-30674-5.
56. ↑  Sedov, pp. 420-425.
57. ↑  (EN) Balcanoslavica, vol. 5-7, 1977,  p. 114.
«The report refers to the uprising of Liudewitus, dux Pannoniae inferioris (Ljudevit Posavski), which was joined by the inhabitants of Carniola (Annales regni Francorum, ad a. 818 — 823).»
58. ↑  Budak, p. 185.
59. 1 2 3  Gračanin 2008, pp. 67-76.
60. ↑  Goldstein, pp. 241-242.
61. ↑  Petković, p. 241.
62. ↑  Fine 2005, p. 28.
63. ↑  (HR) Panonska Hrvatska, in Hrvatska enciklopedija, 2020. URL consultato il 30 dicembre 2020 (archiviato dall'url originale il 28 gennaio 2021).
«Panonska Hrvatska, historiografski pojam za područje koje je u IX. i X. st. uglavnom bilo omeđeno rijekama Dravom, Savom, Kupom i Sutlom te Požeškim gorjem. U istom se značenju javlja pojam Posavska Hrvatska. Iako sustavnih istraživanja razvoja terminologije nema, čini se da starija hrvatska historiografija (I. Kukuljević Sakcinski, F. Rački, T. Smičiklas, V. Klaić) uglavnom ne rabi te nazive nego, primjerice, ime Doljnja Panonija i Posavina (T. Smičiklas, Poviest Hrvatska, II, 1882) ili Slovinska zemlja (V. Klaić, Povjest Hrvata od najstarijih vremena do svršetka XIX. stoljeća, I–VI, 1899–1922). Iznimka je Š. Ljubić (O Posavskoj Hrvatskoj i o zlatnih novcih njezina zadnjega kneza Serma (1018), u Radu JAZU, 1878). Vjerojatno je pojam Panonska Hrvatska uveo F. Šišić u svojem Pregledu povijesti hrvatskoga naroda (1916), u kojem piše: »U bivšoj Savskoj Panoniji … širila se posebna oblast u kojoj je sve do XVII. stoljeća prevladavalo slavensko ime, pa joj odatle i ime Sclavonia u latinskim spomenicima, a Slovinci, Slovinje u hrvatskim; mi ćemo je zvati Panonskom Hrvatskom.« Iako ga Šišić ne rabi u svojoj Povijesti Hrvata u vrijeme narodnih vladara (1925), taj je pojam bio prihvaćen u historiografiji te se proširio napose zahvaljujući školskim udžbenicima i popularnim pregledima povijesti. Iako je u znanstvenom diskursu uglavnom napušten (primjerice: M. Barada, N. Klaić, T. Raukar, I. Goldstein, N. Budak), održao se, zajedno s terminom Posavska Hrvatska, u uporabi do danas (Hrvatski povijesni atlas Leksikografskoga zavoda Miroslav Krleža, 2003). Kao sinonim javlja se u literaturi i termin Sjeverna Hrvatska (T. Macan, Povijest hrvatskog naroda, 1992). Nijedan od spomenutih termina nije povijesni. U onodobnim se vrelima navedeno područje označavalo nazivima Pannonia, Pannonia inferior, regnum inter Savum et Dravum ili pak kao zemlja kneza koji je u određenom trenutku njome vladao.»
64. ↑  Gračanin 2008.
«Za kraj vrijedi istaknuti da Panonska odnosno Posavska Hrvatska nikada nije postojala niti kao etnička niti kao politička tvorba. Protiv toga se pojma ustrajno borila još Nada Klaić, naglašavajući da je riječ o historiografskom, a ne historijskom nazivu. Taj termin može se koristiti u geografskoj funkciji u obliku "panonska/posavska Hrvatska" (tada "posavski" nosi uže značenje od "panonskog"), dok za ranosrednjovjekovnu političku tvorbu u Međurječju valja rabiti sintagmu Donja Panonija odnosno Donjopanonska ili, eventualno, Savsko-dravska kneževina (regnum inter Dravum et Savum) kako je ova oblast prozvana u Fuldskim godišnjacima (pod godinom 884).»
65. ↑  Filipec 2015, pp. 17, 29, 194.
«Smatrao sam da nije dobro rabiti naziv Panonska ili Posavska Hrvatska iako je on bio prisutan u povijesnim raspravama od početka 20. st. jer je to historiografski pojam, ne odražava pravo stanje na terenu i nema povijesno uporište. Panonska odnosno Posavska ili Sjeverna Hrvatska ne postoji u onom smislu kako je to definirano u različitim raspravama, a pogotovo nije postojala u 9. st. [...] Teza dosta dugo održana u našoj i svjetskoj povijesnoj literaturi, da se na sjeveru današnje Hrvatske i susjednih država nalazila Panonska Hrvatska, nema uporišta u izvorima [...] Otuda u hrvatskoj historiografiji i pojam Panonska Hrvatska koji je doživio kritiku posebno posljednjih nekoliko desetljeća.535».